# Quốc hội Phần Lan
Quốc hội Phần Lan là cơ quan lập pháp đơn viện của Phần Lan, được thành lập vào ngày 9 tháng 5 năm 1906.
Theo Hiến pháp Phần Lan, quyền lực tối cao của Nhà nước Phần Lan thuộc về nhân dân và được đại diện bởi Quốc hội. Quốc hội Phần Lan có 200 nghị sĩ, trong đó 199 nghị sĩ được bầu từ mười ba khu vực bầu cử của Phần Lan và một nghị sĩ được bầu từ Åland theo phương pháp d’Hondt.
Thẩm quyền đề xuất dự án luật cho Quốc hội thuộc về cả Chính phủ và các nghị sĩ. Quốc hội biểu quyết để thông qua dự luật, điều ước quốc tế; quyết định ngân sách nhà nước; giám sát hoạt động của Chính phủ; buộc Chính phủ từ chức; vô hiệu hoá phiếu phủ quyết của Tổng thống và sửa đổi Hiến pháp. Bản sửa đổi Hiến pháp cần được Quốc hội thông qua bằng phương thức biểu quyết trong hai kỳ họp liên tiếp hoặc thông qua với trên 134 phiếu thuận trong một kỳ họp duy nhất nếu cần thông qua bản sửa đổi Hiến pháp trong tình trạng khẩn cấp (sau khi được ít nhất 167 nghị sĩ chấp thuận thông qua khẩn cấp bản sửa đổi hiến pháp).
Các nghị sĩ được chia thành các nhóm tương ứng với đảng chính trị của họ, còn gọi là các nhóm nghị sĩ (tiếng Phần Lan: eduskuntaryhmä, tiếng Thụy Điển: riksdagsgrupperna). Trong số các thành viên của nhóm sẽ bầu chọn ra một trưởng nhóm và một phó trưởng nhóm – chịu trách nhiệm điều phối hoạt động của nhóm, thương thuyết với các nhóm nghị sĩ khác về chính sách của nhóm mình cùng một số trách nhiệm khác. Hoạt động của các nhóm nghị sĩ tạo điều kiện thuận lợi cho quá trình ra quyết định của Quốc hội.
Đảng Dân chủ Xã hội trong cuộc bầu cử Quốc hội năm 1916 từng giành được đủ số ghế để thành lập Chính phủ (103 ghế/101 ghế cần thiết) và là lần duy nhất mà một đảng giành được số ghế quá bán trong Quốc hội. Vì thế khi một đảng chính trị nhận được nhiều ghế trong Quốc hội nhất nhưng chưa đủ quá bán, họ sẽ thành lập một liên minh cầm quyền với các đảng khác nhằm đảm bảo thế đa số của phe Chính phủ. Một liên minh cầm quyền trong Quốc hội thường có ít nhất hai trong ba đảng lớn và lâu đời của Phần Lan, đó là đảng Dân chủ Xã hội, đảng Trung tâm và đảng Liên hiệp Dân tộc. Các Bộ trưởng không nhất thiết phải là nghị sĩ Quốc hội.
Các phiên họp toàn thể của Quốc hội Phần Lan diễn ra mỗi tuần bốn lần từ thứ Ba đến thứ Sáu tại Tòa nhà Quốc hội (tiếng Phần Lan: Eduskuntatalo, tiếng Thụy Điển: Riksdagshuset), nằm ở trung tâm thủ đô Helsinki.

## Bầu cử Quốc hội
Nghị sĩ Quốc hội Phần Lan được bầu chọn thông qua chế độ bầu cử đại diện tỷ lệ theo danh sách mở, nhiệm kỳ là bốn năm. Do hình thức đầu phiếu sớm ngày càng trở nên phổ biến, thời gian bỏ phiếu bầu nghị sĩ Quốc hội được rút ngắn lại từ hai ngày xuống còn một ngày và được ấn định vào ngày Chủ nhật thứ ba của tháng 4 trong năm diễn ra bầu cử.
Tất cả công dân Phần Lan từ mười tám tuổi trở lên có quyền tham gia bỏ phiếu vào ngày bầu cử. Cử tri không cần phải đăng ký để được bỏ phiếu và thường nhận được thư mời đi đầu phiếu thông qua hòm thư. Bất kỳ cử tri nào cũng có quyền tự ứng cử vị trí nghị sĩ quốc hội đại diện cho một khu vực bầu cử, ngoại trừ một số cá nhân như: quân nhân đang thực hiện nhiệm vụ, cán bộ tư pháp cấp cao, Tổng thống nước Cộng hòa Phần Lan và những cá nhân đang được giám hộ. Tất cả các đảng chính trị đều có quyền ghi danh ứng cử viên của đảng mình tại một khu vực bầu cử; trường hợp cá nhân hoặc tổ chức tự ứng cử tại một khu vực bầu cử thì bắt buộc phải nhận được đủ một số lượng thẻ ủng hộ nhất định từ cử tri để có quyền ghi danh tại khu vực bầu cử ấy.
Lãnh thổ Phần Lan được chia thành mười ba khu vực bầu cử Quốc hội. Số lượng nghị sĩ đại diện cho các khu vực bầu cử được phân bổ theo phương pháp D’Hondt và phụ thuộc vào dân số của khu vực  ấy, ngoại trừ khu vực bầu cử Åland chỉ có một nghị sĩ đại diện trong Quốc hội.
Tổng thống Phần Lan có quyền kêu gọi tổ chức bầu cử sớm. Theo Hiến pháp hiện nay, chỉ sau khi nghe đề xuất từ Thủ tướng và tham vấn các nhóm nghị sĩ trong một phiên họp. Trước đây, Hiến pháp từng trao quyền cho Tổng thống đơn phương kêu gọi tổ chức bầu cử sớm.
Luật Bầu cử của Phần Lan không đặt ra một ngưỡng tuyển cử, dẫn tới việc tồn tại số lượng lớn đảng tham chính trong quốc hội. Năm 2019, có đến chín đảng tham chính, trong đó có sáu đảng giành được từ mười lăm ghế trở lên. Tình trạng này cùng với sự khuyết thiếu ngưỡng tuyển cử khiến cho việc một đảng dành được số ghế quá bán trong Quốc hội là điều gần như bất khả thi. Trong lịch sử của Quốc hội Phần Lan, chỉ có một đảng từng giành được số ghế quá bán – đó là đảng Dân chủ Xã hội trong cuộc bầu cử năm 1916 với số ghế giành được là 103 trong tổng số 200 ghế. Và kể từ khi Phần Lan dành được độc lập vào năm 1917, chưa từng có đảng chính trị nào giành được từ 101 ghế trở lên để bảo toàn thế đa số trong Quốc hội. Do vậy phe chính phủ trong Quốc hội thường do thành viên của từ ba đến bốn đảng liên hiệp lại. Bên cạnh đó đã từng tồn tại một số chính phủ liên hiệp trong đó các đảng chấp chính có nền tảng tư tưởng rất khác biệt, đơn cử như khi phái theo chủ nghĩa xã hội và phái không theo chủ nghĩa xã hội không giành được đủ số ghế để nắm trọn phe chính phủ.
Mặc dù không tồn tại ngưỡng số phiếu bầu cử, nhiều khu vực bầu cử hiện nay có quy mô dân số giảm dần trong vòng một vài thập niên trở lại đây, thậm chí có khu vực chỉ cho phép bầu ra sáu nghị sĩ Quốc hội. Điều này khiến cho các đảng nhỏ khó giành được ghế nghị sĩ đại diện cho những khu vực bầu cử có quy mô dân số thấp.

## Nghị sĩ Quốc hội
Đối với Quốc hội, các nghị sĩ không làm việc với tư cách nhân viên và do đó không thể tự mình từ chức cũng như không thể bị sa thải trừ khi có sự phê chuẩn của Quốc hội. Các nghị sĩ tại nhiệm được hưởng quyền miễn trừ của đại biểu Quốc hội. Nếu như không có sự đồng thuận của Quốc hội, nghị sĩ sẽ không thể bị truy tố vì bất cứ điều gì họ làm hoặc nói ra trong một phiên họp hoặc một thủ tục bất kỳ. Các nghị sĩ không bị ngăn cản hay cấm đoán khi thực hiện công việc của mình với tư cách thành viên Quốc hội; không bị buộc tội đối với hành vi vi phạm pháp luật của mình khi còn đang tại nhiệm trừ khi việc kết tội được 5/6 số nghị sĩ chấp thuận trong một cuộc biểu quyết; đối với các tội danh với hình phạt tối thiểu là sáu tháng tù, cơ quan chức năng có quyền bắt và giam, giữ nghị sĩ bất chấp quyết định của Quốc hội.
Hàng tháng mỗi nghị sĩ nhận một khoản thù lao (palkkio) là 6.407 €, đã bao gồm thuế. Nghị sĩ có thâm niên không dưới 12 năm thì nhận thù lao là 6.887 €. Khoản thù lao này không phải là tiền lương về mặt pháp lý. Bên cạnh đó, hàng tháng tất cả các nghị sĩ được cấp một khoản sinh hoạt phí miễn thuế là 968,81 € (lên đến 1.809,15 €, có có hóa đơn). Nghị sĩ cư trú xa thành phố Helsinki sẽ được cấp một khoản tiền để chi cho căn hộ thứ hai tại đây. Nghị sĩ cũng được phép di chuyển miễn phí trong nước bằng các phương tiện như xe lửa, xe buýt hoặc máy bay để phục vụ cho công tác lập pháp; di chuyển miễn phí bằng tắc-xi nếu chỉ cần di chuyển trong vùng đô thị Helsinki. Quốc hội Phần Lan chịu trách nhiệm đối với vấn đề tài chính của mình và Bộ Tài chính có nghĩa vụ đưa dự toán ngân sách của Quốc hội vào ngân sách Nhà nước và không được điều chỉnh đề xuất trên theo ý kiến của Bộ.
Mỗi nghị sĩ có quyền chọn một trợ lý để giúp việc cho mình. Các trợ lý nghị sĩ do Văn phòng Quốc hội tuyển dụng và chịu sự quản lý của một nghị sĩ nhất định.
Nghị sĩ nào được Quốc hội bầu ra làm đại biểu Nghị viện châu Âu sẽ phải chọn tư cách thành viên của một trong hai nghị viện. Ngược lại, các nghị sĩ được phép kiêm nhiệm một chức danh nhà nước bất kỳ, thường là Ủy viên hội đồng điều hành cấp khu vực. Trong trường hợp một nghị sĩ nghỉ việc hoặc chết trong nhiệm kỳ, một cá nhân khác có số phiếu cao thứ nhì trong danh sách ứng viên của khu vực bầu cử nơi nghị sĩ đó thắng cử sẽ trở thành nghị sĩ thay thế. Vị nghị sĩ thay thế này được chọn ra từ danh sách nghị sĩ dự bị được sắp xếp theo thứ tự số phiếu giảm dần và danh sách này được thông báo cùng lúc với thời điểm công bố kết quả bầu cử. Phần Lan không tổ chức bầu cử phụ để chọn ra nghị sĩ thay thế.
Nghị sĩ Quốc hội Phần Lan không bị hạn chế quyền được bàn về các vấn đề . Tuy nhiên, các nghị sĩ phải cư xử một cách trang trọng và tránh xúc phạm đến cá nhân người khác. Nếu như nghị sĩ vi phạm quy tắc trên, bài phát biểu của họ sẽ bị Chủ tịch Quốc hội cắt ngang. Người gây mất trật tự nghiêm trọng có thể bị Quốc hội phạt đình chỉ công tác trong 2 tuần với sự đồng thuận của trên 2/3 số nghị sĩ. Đối với nghị sĩ bị buộc tội cố ý phải chịu hình phạt tù giam hoặc bị buộc tội liên quan tới bầu cử với bất kỳ án phạt nào, Quốc hội có thể thông qua nghị quyết bãi nhiệm nghị sĩ ấy với tỷ lệ số phiếu tán thành trên 2/3.
Theo thống kê năm 22, tuổi của nghị sĩ Quốc hội Phần Lan tại điểm trung vị là 50 (tức là có 50% số nghị sĩ có tuổi đời không bé hơn 50), nghị sĩ lớn tuổi nhất là Erkki Tuomioja – 76 tuổi và trẻ tuổi nhất là Iiris Suomela – 28 tuổi. Năm 2019, có 94 nữ nghị sĩ được bầu vào Quốc hội, chiếm tỷ lệ 47%. Con số này giảm xuống 91 nghị sĩ do có một số người bị thay thế giữa nhiệm kỳ. Số công dân Phần Lan được sinh ra ở nước ngoài chiếm tỷ trọng 8% trong dân số của quốc gia này, tuy nhiên hiện tại chỉ có 4 nghị sĩ tại Quốc hội được sinh ra ở nước ngoài (chiềm 2% tổng số nghị sĩ), đó là Bella Forsgrén (nơi sinh: Na Uy), Hussein al-Taee (nơi sinh: Iraq), Suldaan Said Ahmed (nơi sinh: Somali) và Aki Lindén (nơi sinh: Đan Mạch). Có 7% số nghị sĩ Quốc hội là người nói tiếng Thụy Điển, cao hơn một chút so với tỷ trọng số dân cư Phần Lan nói tiếng Thụy Điển (5,2%).

## Nhóm nghị sĩ Quốc hội

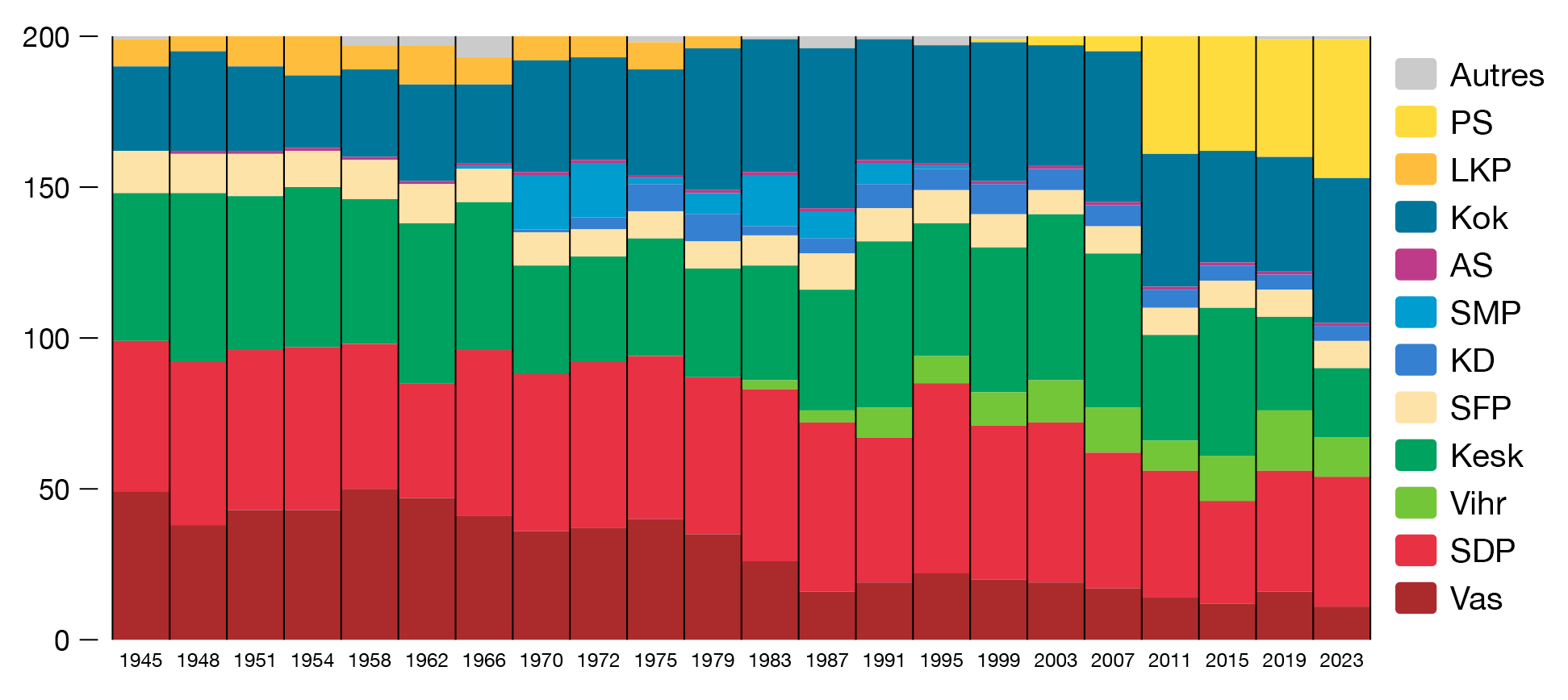
Thành phần các khóa Quốc hội từ năm 1945 đến năm 2023

Đa phần các nghị sĩ Quốc hội làm việc theo nhóm, còn gọi là nhóm nghị sĩ Quốc hội (tiếng Phần Lan: eduskuntaryhmä). Các nhóm này tương ứng với các đảng chính trị, tuy nhiên còn có các nhóm của những nghị sĩ bị loại khỏi nhóm của một đảng chính trị vì bất đồng chính kiến. Từ tháng 4 năm 2019, có chín nhóm nghị sĩ đang hoạt động tại quốc hội, trong đó có một nhóm chỉ có một thành viên. Thành viên thuộc một nhóm nghị sĩ thường cố gắng hết sức để thống nhất quan điểm với nhau khi ra quyết định, bằng không thì họ sẽ ra quyết định thông qua một cuộc biểu quyết nội bộ. Sau đó quan điểm này của đảng sẽ được thể hiện thông qua lá phiếu của các thành viên trong một phiên biểu quyết của toàn Quốc hội. Điểm đặc biệt đó là các nhóm nghị sĩ tại Quốc hội ra quyết định độc lập với ý chí của ban lãnh đạo đảng của họ, và vị trí trưởng nhóm nghị sĩ của các đảng lớn được cho là có tầm ảnh hưởng về mặt chính trị tương đương với vị trí bộ trưởng trong nội các.
Mỗi nhóm nghị sĩ đều nhận được một khoản tài trợ để chi cho các hoạt động của mình và có thể thuê nhân viên giúp việc tại văn phòng của nhóm.

## Thành lập chính phủ
Tổng thống Phần Lan xin ý kiến Chủ tịch Quốc hội cùng một số đại diện của các nhóm nghị sĩ về việc thành lập nội các mới. Theo Hiến pháp Phần Lan, Thủ tướng do Quốc hội bầu ra và được Tổng thống phê chuẩn. Thủ tướng trong thực tế là chính trị gia có quyền lực nhất. Các bộ trưởng do Thủ tướng đề xuất lên và được Tổng thống bổ nhiệm. Quốc hội mặc dù không bổ nhiệm các Bộ trưởng nhưng có thể miễn nhiệm từng bộ trưởng bằng cách bỏ phiếu bất tín nhiệm. Tương tự, toàn bộ nội các cũng cần được Quốc hội tín nhiệm và phải từ chức nếu ngược lại.
Trước khi Thủ tướng được bầu, các nhóm nghị sĩ Quốc hội sẽ tiến hành thương thuyết về cương lĩnh và thành phần của chính phủ. Dựa trên kết quả thương thuyết, Tổng thống sẽ xin ý kiến Chủ tịch Quốc hội cùng các nhóm nghị sĩ và sau cùng sẽ xướng tên ứng cử viên Thủ tướng để Quốc hội tiến hành biểu quyết thông qua. Mặc dù Chính phủ Phần Lan hầu như mọi khi đều bao gồm đại diện của nhiều đảng, nhưng quá trình biểu quyết thông qua Thủ tướng thường diễn ra suôn sẻ nhờ có kỷ luật nội bộ đảng – nghĩa là các nghị sĩ thuộc cùng một liên minh sẽ bỏ phiếu giống nhau để bảo toàn thế đa số.

## Ủy ban Quốc hội
Trực thuộc bộ máy hoạt động của Quốc hội còn có mười bảy ủy ban, nghiên cứu  đề xuất của Chính phủ và các nghị sĩ về pháp lý và ngân sách. Sau khi xin ý kiến chuyên gia và thảo luận về nội dung của đề xuất, các ủy ban có thể đề nghị chấp nhận đề xuất mà không cần sửa đổi, hoặc bác bỏ đề xuất, hoặc kiến nghị sửa đổi đề xuất, hoặc viết lại toàn bộ đề xuất.
Các ủy ban của Quốc hội gồm có Đại Ủy ban, Ủy ban Hiến pháp, Ủy ban Đối ngoại, Ủy ban Tài chính, Ủy ban Kiểm toán, Ủy ban Hành chính, Ủy ban Pháp luật, Ủy ban Giao thông – Liên lạc, Ủy ban Nông, Lâm nghiệp, Ủy ban Quốc phòng, Ủy ban Giáo dục, Ủy ban Xã hội và Y tế, Ủy ban Kinh tế, Ủy ban Giám sát tình báo, Ủy ban Vì tương lai, Ủy ban Cuộc sống Lao động – Bình đẳng và Ủy ban Môi trường.
Số lượng thành viên trong mỗi Ủy ban được trình bày trong bảng sau.
| Ủy ban            | Số ủy viên | Số ủy viên dự khuyết |
| ----------------- | ---------- | -------------------- |
| Đại Ủy ban        | 25         | 13                   |
| Tài chính         | 21         | 19                   |
| Giám sát tình báo | 11         | 2                    |
| Kiểm toán         | 11         | 6                    |
| khác              | 17         | 9                    |

## Kỳ họp
Quốc hội Phần Lan họp thường lệ mỗi năm hai kỳ, kỳ thứ nhất và kỳ thứ hai bắt đầu lần lượt từ tháng 1 đến tháng 6 và từ tháng 9 đến tháng 12. Trước khi bắt đầu mỗi kỳ họp thường niên, các lãnh đạo nhà nước cùng quan khách sẽ đến dự một buổi lễ đặc biệt tại Nhà thờ chính tòa Helsinki, sau đó trở về trụ sở Quốc hội để tiến hành nghi lễ tại đây, nơi Tổng thống Phần Lan phát biểu khai mạc kỳ họp.
Vào ngày đầu tiên của mỗi kỳ họp, Quốc hội chọn ra một chủ tịch và hai phó chủ tịch trong số các nghị sĩ Quốc hội thông qua hình thức bỏ phiếu dưới sự chủ tọa của vị nghị sĩ có thâm niên nhất. Ba nghị sĩ được bầu vào các chức vụ Chủ tịch, Phó Chủ tịch thứ nhất và Phó Chủ tịch thứ hai sẽ lần lượt tuyên thệ long trọng trước Quốc hội như sauː
"Tôi, [họ và tên nghị sĩ], xin khẳng định rằng với tư cách là Chủ tịch Quốc hội, tôi sẽ cố gắng hết sức để bảo vệ quyền của công dân, Quốc hội và Chính phủ Phần Lan theo quy định tại Hiến pháp"

Thành viên của Phái đoàn Phần Lan tại Hội đồng châu Âu và Hội đồng Bắc Âu được chỉ định tại mỗi kỳ họp của Quốc hội. Ngoài ra Quốc hội còn bầu ra năm nghị sĩ làm đại diện Quốc hội tại Tòa án luận tội cấp cao, phục vụ theo nhiệm kỳ bốn năm.

## Lịch sử
Quốc hội một viện hiện hành của Phần Lan hình thành sau khi cuộc cải cách nghị viện thành công vào năm 1906, diễn ra khi lực lượng Đế quốc Nga bị đánh bại trong chiến tranh Nga – Nhật. Cuộc chiến đã khiến cho Đế quốc Nga rơi vào tình trạng bất ổn, kích động tổng đình công với đỉnh điểm là Cách mạng Nga năm 1905 và sự ra đời của Duma Quốc gia, quốc hội đầu tiên của Nga. Vào thời kỳ này tại Phần Lan, một cuộc tổng đình công cũng nổ ra vào trung tuần tháng 11 năm 1905 để phản đối các chính sách Nga hóa mà họ cho là phi pháp. Ngày 1 tháng 11, lãnh đạo phe Lập hiến trong Thượng viện là Leo Mechelin đã trình bức thư "Thỉnh nguyện lớn" lên Toàn quyền Phần Lan Ivan Obolensky do ông soạn. Dưới sức ép của phong trào đình công, Sa hoàng Nikolai II đã dựa trên một phần văn kiện này để soạn và ban hành Tuyên ngôn Tháng Mười Một, trong đó tuyên bố chấm dứt thời kỳ đàn áp đầu tiên (1899 – 1905). Cùng với đó, bản tuyên ngôn cũng hứa hẹn về việc thành lập một nghị viện dân cử của Phần Lan với hệ thống đầu phiếu phổ thông và trên cơ sở tôn trọng quyền con người. Sau khi chấp chính, Leo Mechelin đã chỉ đạo nội các của mình (Thượng viện Phần Lan, 1905 – 1908) thực hiện các đề mục trong bản Tuyên ngôn, qua đó chính thức thành lập thể chế dân chủ tự do tại Phần Lan. Tuy nhiên việc hiện thực hóa nội dung của Tuyên ngôn đã bị Đại thân vương Phần Lan Nikolai II hạn chế phần nào.
Vào tháng 12 năm 1905 tại Phần Lan, phiên họp bổ sung của Hội nghị các đẳng cấp đã được triệu tập để tiến hành cải cách nghị viện, trong đó thông qua một số luật trọng tâm đối với mục tiêu phát triển nền dân chủ, ví dụ như luật về quyền giám sát của Quốc hội đối với tính hợp pháp trong nhiệm vụ của các thành viên Nội các, luật về quyền tự do ngôn luận, tự do hội họp, tự do hiệp hội và tự do in ấn. Một ủy ban soạn thảo hiến pháp do giáo sư Robert Hermanson chủ trì cũng được triệu tập nhằm chuẩn bị cho sự ra đời của một bản Hiến pháp mới. Bản dự thảo hiến pháp trên được trình lên Sa hoàng vào tháng 3 năm 1906 và đến tháng 5 cùng năm thì trình sắc lệnh về Quốc hội cùng luật Bầu cử lên cho Hội nghị các đẳng cấp Phần Lan xem xét. Các văn bản trên được Hội nghị thông qua vào ngày 1 tháng 6 năm 1906. Sa hoàng Nikolai II sau đó đã phê chuẩn những luật trên và truyền dụ cho phép các biện pháp cải cách có hiệu lực từ ngày 1 tháng 10 năm 1906.

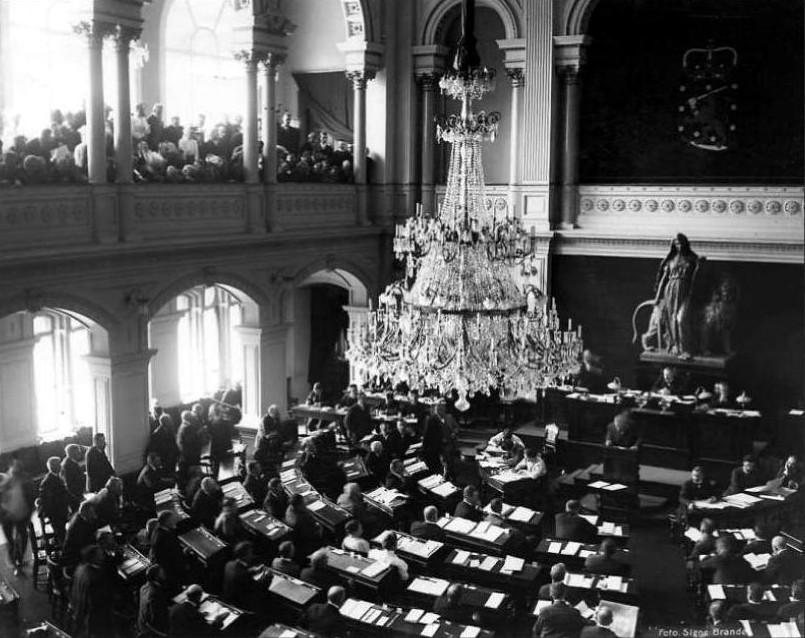
Phiên họp của Quốc hội tại tòa nhà VPK, 1906

Cuộc cải cách đã thay thế nghị viện bốn viện lâu đời nhất của châu Âu (từ thế kỷ 17) bằng một Quốc hội đơn viện, được coi là hình thức nghị viện hiện đại nhất thời đó. Cũng tại thời điểm này, quyền đầu phiếu phổ thông, công bằng cùng chế độ bầu cử đại diện tỷ lệ vẫn còn khá mới mẻ. Phần Lan trở thành quốc gia đầu tiên ở châu Âu trao quyền đầu phiếu cho phụ nữ cũng trong cuộc cải cách nghị viện này. Số lượng cử tri hợp pháp tăng lên gấp mười lần, lên tới con số 1.272.873 cử tri, khi tất cả công dân nam và nữ đều được cấp quyền bầu cử. Độ tuổi tối thiểu để công dân được quyền đầu phiếu hoặc tự ứng cử khi đó là hai mươi bốn tuổi.
Phần Lan tổ chức cuộc tổng tuyển cử Quốc hội đầu tiên vào ngày 15 và 16 tháng 3 năm 1907. Các nghị sĩ của Quốc hội mới đã họp phiên toàn thể đầu tiên vào ngày 23 tháng 5 năm 1907 và nghi thức khai mạc kỳ họp thường niên được tổ chức hai ngày sau đó. Do phòng hội trường của tòa nhà Säätytalo không đủ sức chứa 200 nghị sĩ (trước đó là trụ sở của Viện thứ dân, với sức chứa khoảng 180 người), Quốc hội quyết định dời trụ sở về tòa nhà VPK Helsinki (tòa nhà Đội cứu hỏa tình nguyện thành phố Helsinki) cho tới năm 1911 thì dời về tòa nhà Heimola. Cả hai tòa nhà lịch sử này đều được phá dỡ vào thập niên 1960 để nhường chỗ cho các tòa nhà thương mại mới.
Vì Thượng viện nắm quyền quản lý kinh tế và chịu trách nhiệm về các khoản thu và tài sản của Đại Công quốc Phần Lan nên quyền lực của Quốc hội đối với lĩnh vực này trong thời gian mới thành lập bị hạn chế rất nhiều. Chỉ khi nào Thượng viện cần lập một sắc thuế mới để bổ sung vào nguồn thu của quốc gia thì mới phải chuyển xuống cho Quốc hội xem xét và phê chuẩn.
Ngày 6 tháng 12 năm 1917, tại tòa nhà Heimola, Quốc hội Phần Lan đã thông qua bản Tuyên ngôn độc lập Phần Lan. Năm 1919, Luật Hiến pháp Phần Lan được phê chuẩn, quy định hình thức chính thể của Phần Lan và xác định vị thế của Quốc hội như sau: "Quyền lực tối cao của Nhà nước Phần Lan thuộc về nhân dân và được đại diện bởi Quốc hội". Về sau đoạn trích này được giữ lại trong bản Hiến pháp hiện hành. Năm 1928,  Luật Quốc hội được làm mới.  

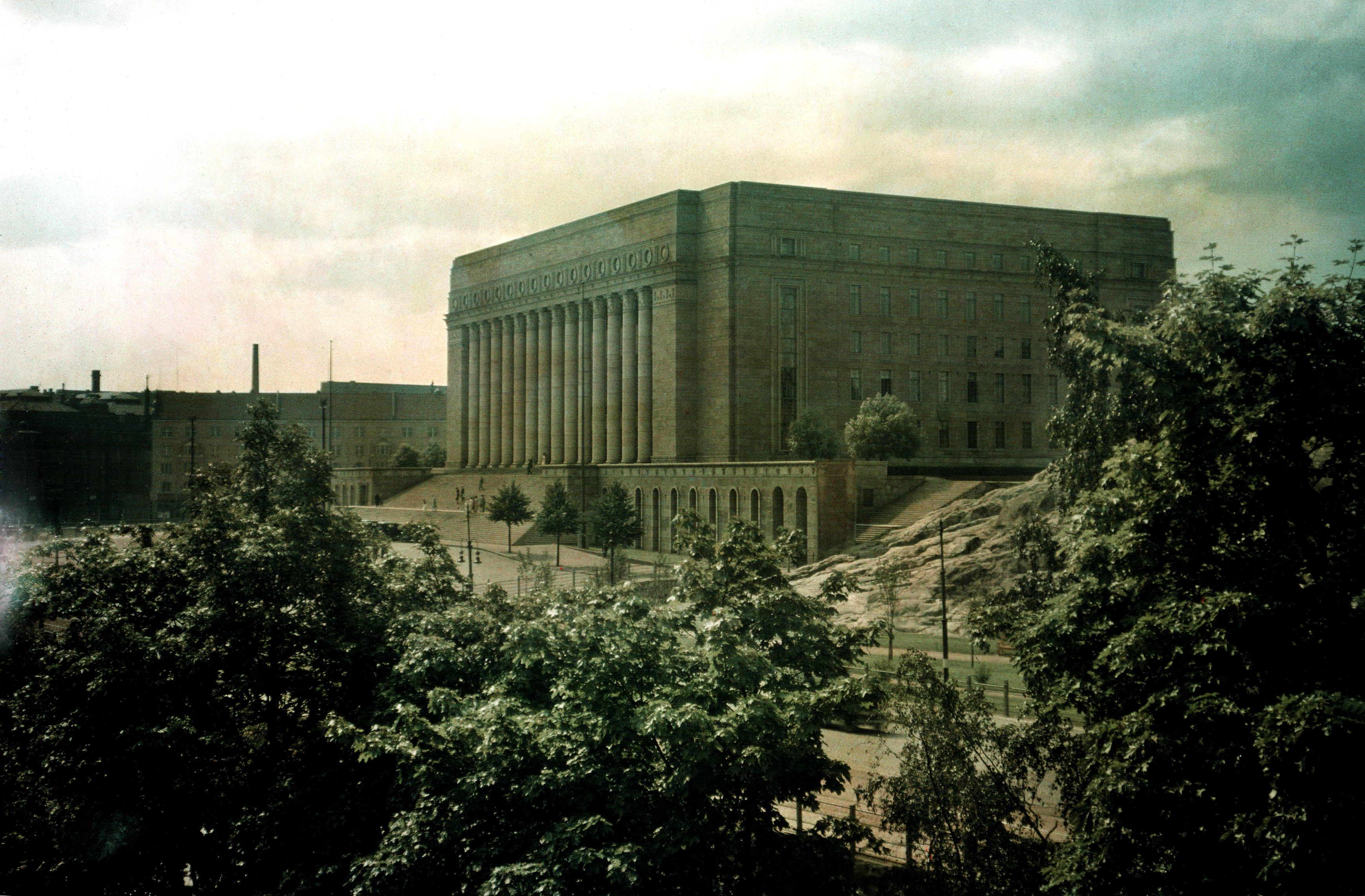
Tòa nhà Quốc hội Phần Lan thập niên 1930

Trụ sở của Quốc hội Phần Lan hiện nay là Tòa nhà Quốc hội, được khánh thành và đưa vào sử dụng từ năm 1931.
Trong chiến tranh Liên Xô – Phần Lan, diễn ra từ ngày 1 tháng 12 năm 1939 đến ngày 12 tháng 2 năm 1940, sau khi các cuộc oanh tạc nổ ra, Quốc hội Phần Lan đã họp hai phiên toàn thể tại Nhà văn hóa công nhân phường Vallila, thành phố Helsinki. Tại một cuộc đàm phán bí mật bên lề các phiên họp, quốc hội đã quyết định dùng hội trường của trường tiểu học Sanssi thuộc thị trấn Kauhajoki làm trụ sở tạm thời. Sở dĩ Quốc hội quyết định dời nơi họp về thị trấn Kauhajoki là vì địa phương này nằm cách xa biên giới phía đông của Phần Lan và không sở hữu công trình nào có khả năng trở thành mục tiêu oanh tạc của Liên Xô như cảng biển hoặc sân bay. Việc di dời được thực hiện ngay vào lúc 3 giờ sáng ngày 1 tháng 12 năm 1939. Trước khi lên chuyến tàu về Kauhajoki kéo dài mười hai tiếng, các thành viên quốc hội và trợ lý của họ chỉ có vài giờ để thu dọn đồ đạc trong điều kiện thiếu ánh sáng tại hội trường nhà Quốc hội. Tại Kauhajoki, người dân nhận được tin Quốc hội dời nơi họp về đây khoảng một giờ đồng hồ trước khi chuyến tàu chở các nghị sĩ cập bến vào lúc 14 giờ 30 phút. Quốc hội tổ chức phiên họp toàn thể đầu tiên vào ngày 5 tháng 12 năm 1939. Trong suốt khoảng thời gian tại Kauhajoki, hoạt động của Quốc hội được giữ bí mật và không phải tất cả cư dân của thị trấn đều biết đến chuyện này.
Ngày 6 tháng 5 năm 1966, Quốc hội Phần Lan quy định thời gian chất vấn, theo đó nghị sĩ có quyền đặt câu hỏi cho các bộ trưởng trong thời gian cho phép.
Quốc hội Phần Lan tổ chức Lễ kỷ niệm 100 năm ngày thành lập chế độ phổ thông đầu phiếu và nghị viện đơn viện vào ngày 1 tháng 6 năm 2006. Cùng lúc đó, Quốc hội Phần Lan còn phát hành một bộ sách dài mười hai tập về lịch sử của Quốc hội mang tên Suomen eduskunta 100 vuotta với tập đầu tiên và tập cuối cùng được ra mắt lần lượt vào các năm 2006 và 2008.
Trong khi số lượng nghị sĩ Quốc hội vẫn là hai trăm từ khi thành lập thì dân số của Phần Lan đã tăng đáng kể trong hơn một trăm năm qua. Cụ thể, dân số Phần Lan vào đầu thế kỷ 20 là 2.7 triệu người, tức cứ một nghị sĩ thì đại diện cho 13.500 người dân. Đến thập niên 2010, dân số Phần Lan tăng lên 5.4 triệu người và mỗi nghị sĩ đại diện cho 27.000 người.